# Wünsch
Wünsch is een plaats en voormalige gemeente in de Duitse deelstaat Saksen-Anhalt, en maakt deel uit van de Landkreis Saalekreis.
Wünsch telt 760 inwoners.

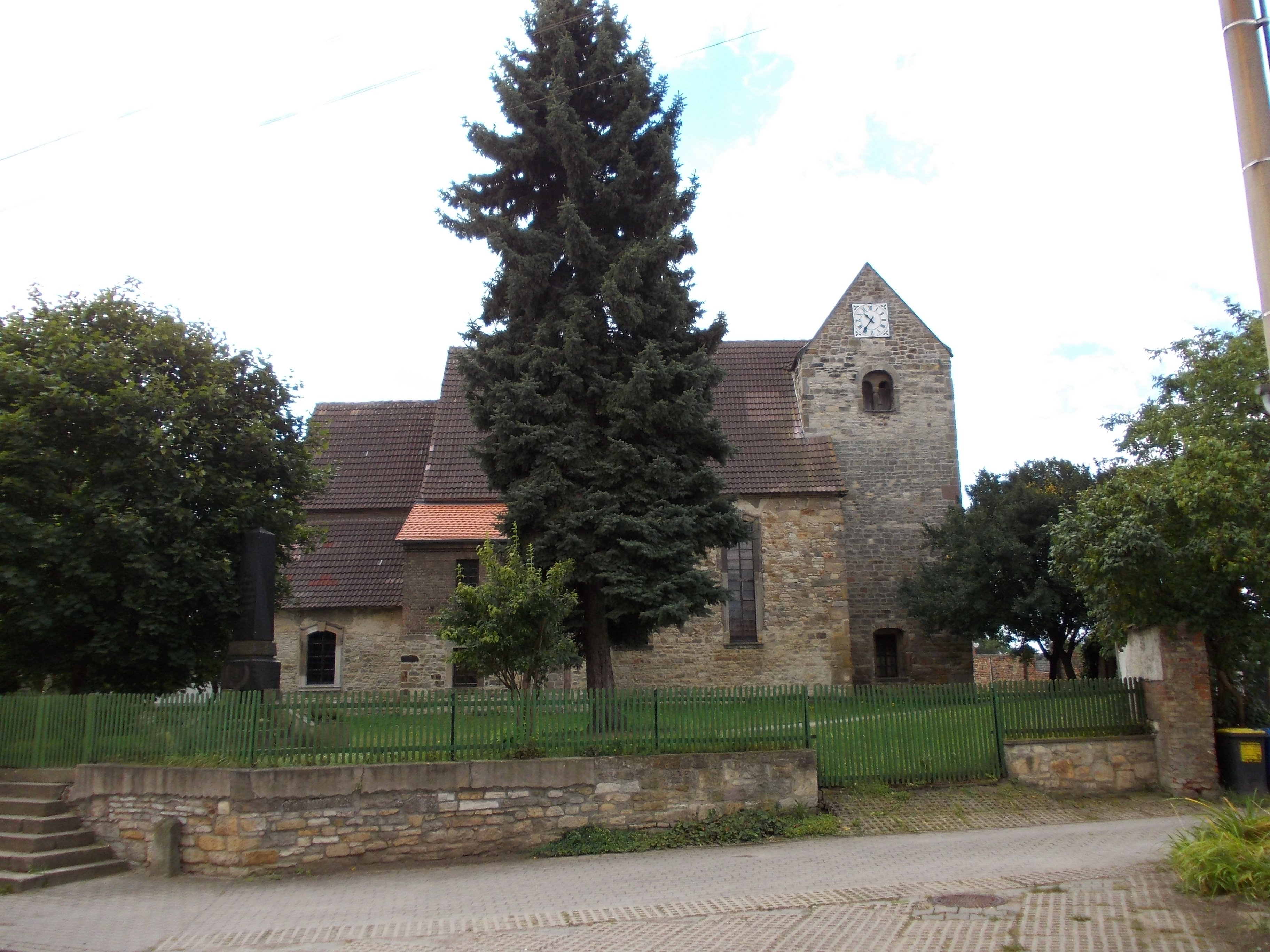
De kerk van Oberwünsch
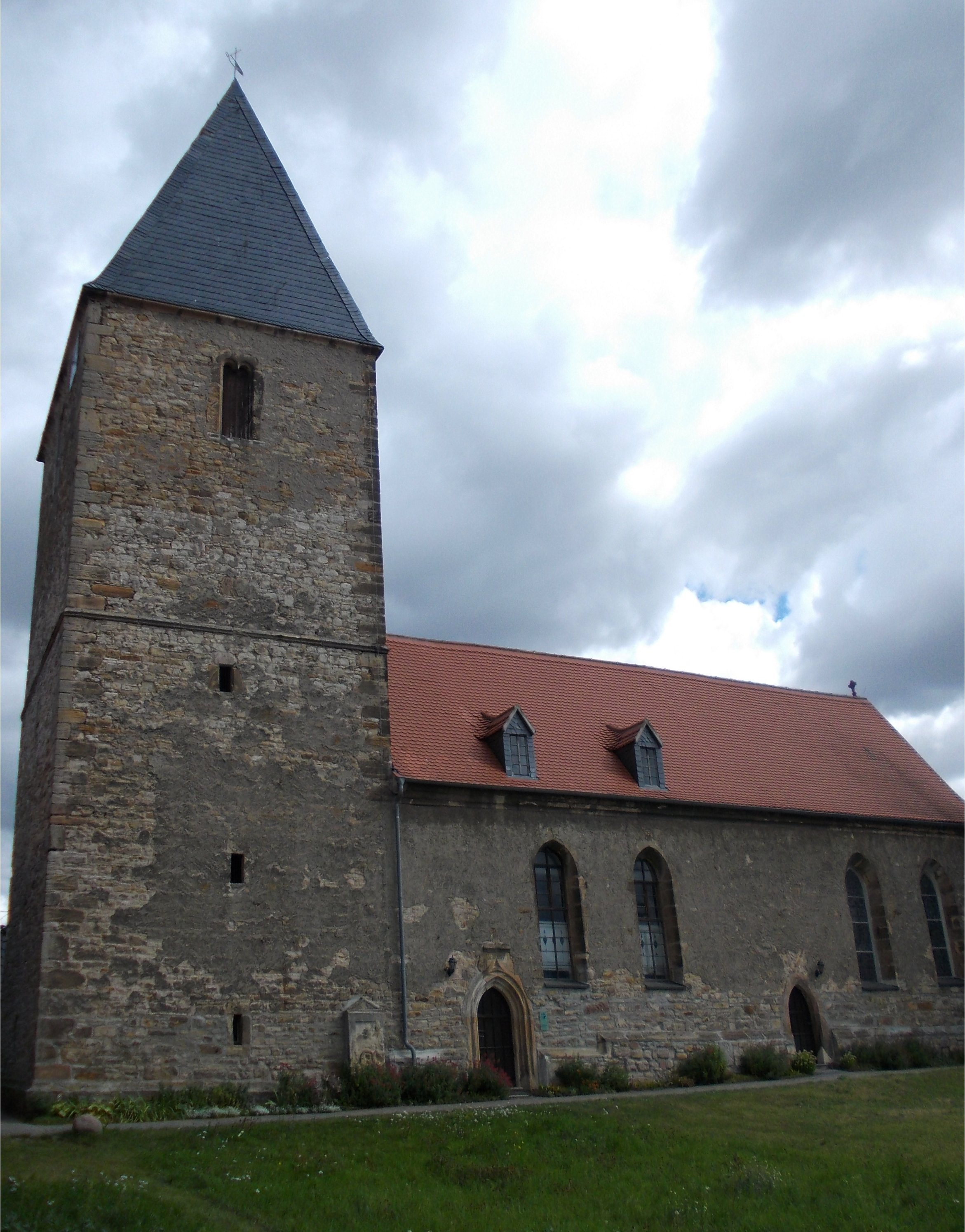
De kerk van Niederwünsch